# 허우위줘
허우위줘(중국어: 侯玉琢, 병음: Hóu Yùzhuó, 한자음: 후옥탁, 1987년 11월 14일 ~ )는 중화인민공화국의 태권도 선수로 2012년 하계 올림픽에서 여자 페더급 은메달을 획득했다.
런던에서 열린 2012년 올림픽 당시 -57kg에 참가하였고, 16강전에서 미국의 다이애나 로페스, 8강전에서 핀란드의 수비 미코넨, 그리고 준결승전에서 프랑스의 마를렌 아르누아를 이기며 결승에 진출하였다. 하지만 결승전에서 영국의 제이드 존스에게 패하며 은메달을 획득하였다.

## 같이 보기
- 2012년 하계 올림픽 태권도 여자 57kg급